# Grada
|  | Per a altres significats, vegeu «grada (nàutica)». |

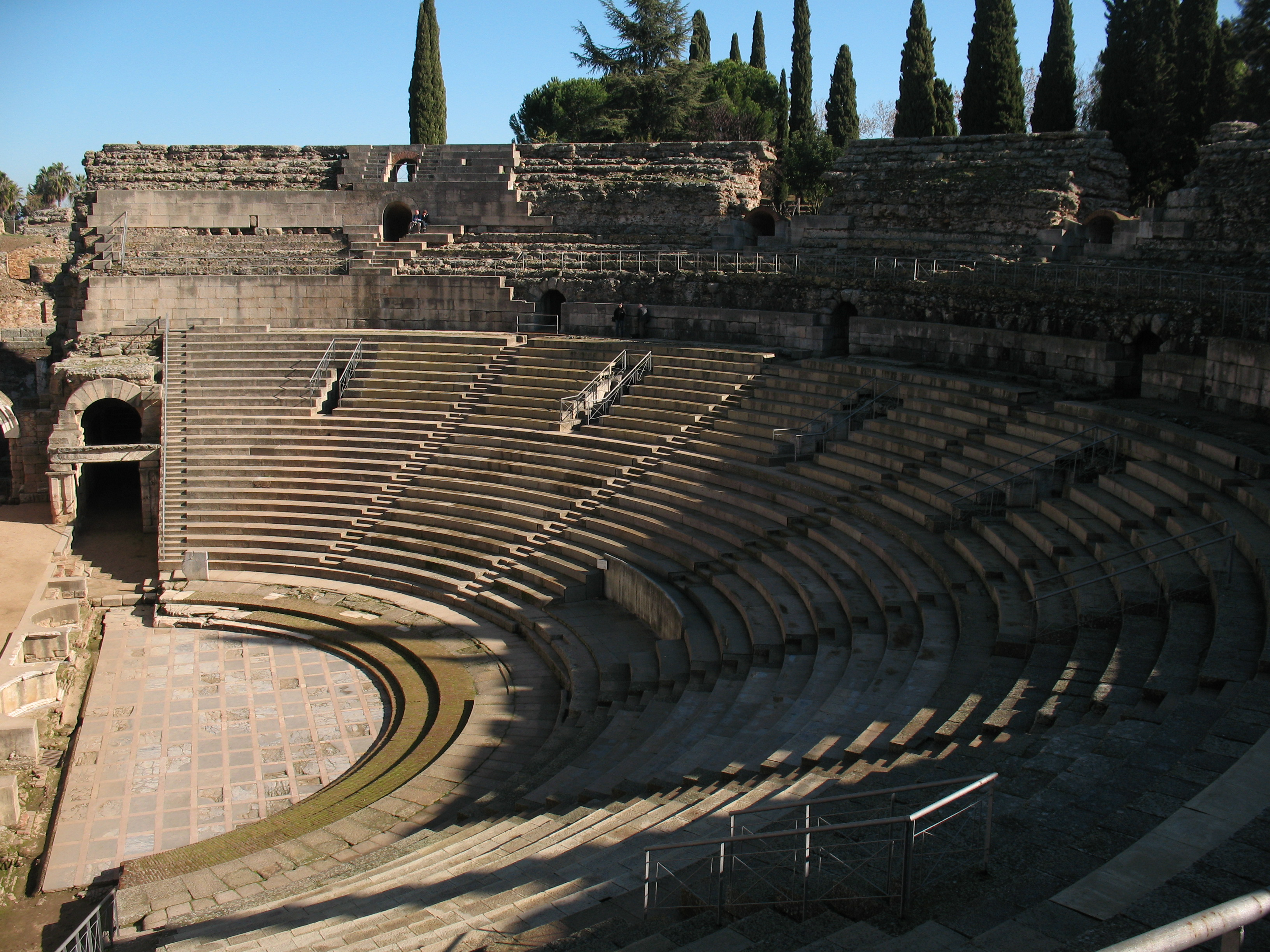
Grada de teatre romà

Una grada és un esglaó o conjunt d'esglaons, situats en les entrades o façanes d'edificis. També s'utilitza per als graons correguts que se situïn en aquest tipus d'emplaçaments i per als conjunts de seients, també anomenats graderies, dels estadis o llocs de reunió com ara teatres i d'altres llocs públics.

## Història
En el seu origen les grades (caveas en llatí, koilon en grec) es construïen sobre les pendents naturals dels turons. Posteriorment les grades ja no aprofitaven els desnivells del terreny, sinó que s'aixequaven sobre un conjunt de voltes superposades utilitzades per a donar ritme al mur i afegir valor estètic. A l'exterior de l'edifici l'espai per els espectadors es trobava distribuït en diferents pisos depenent de l'estatus social al que estava destinada cada secció. Horitzontalment es dividia per passadissos que eren anomenats praecintionis, que dividien la grada en maenianas o porcions horitzontals de la graderia. La zona baixa o podium (ima cavea) era ocupada per l'orquestra, els senadors i els magistrats. La media cavea es dividia en maenianum primum, reservada per els cavallers o equites i maenianum secundum, per a la classe mitja, dividida al mateix temps en imum, per els ciutadans més rics, i el summum, per a la plebs. El maenianum summum o summa cavea es on estaven els més pobres, els esclaus i les dones.
Verticalment unes escales dobles amb replans anomenades klimax permetien l'accés al pis següent. L'estructura en sectors en forma de falca entre les escales s'anomenava canei, al centre i cantonades dels quals es trobaven els vomitoris, accessos que permetien que l'amfiteatre s'omplis i es buidés ràpidament amb fins a 60.000 espectadors. Al teatre grec la grada o cavea s'anomenava koilon.